# Pasławki
Pasławki (deutsch Paßlack) ist ein Ort in der polnischen Woiwodschaft Ermland-Masuren. Er gehört zur Gmina Sępopol (Stadt- und Landgemeinde Schippenbeil) im Powiat Bartoszycki (Kreis Bartenstein).

## Geographische Lage
Pasławki liegt in der nördlichen Mitte der Woiwodschaft Ermland-Masuren, 15 Kilometer südöstlich der Kreisstadt Bartoszyce (deutsch Bartenstein).

## Geschichte
1340 ist das Gründungsjahr für den Gutsort Paistlauken, der nach 1404 Pastlauken, nach 1484 Groß Passlack und nach 1785 Paasslack genannt wurde. Am 11. Juni 1874 kam der Gutsbezirk Paßlack zum neu errichteten Amtsbezirk Beyditten (polnisch Bajdyty) im Kreis Friedland (1927 in „Kreis Bartenstein“ umbenannt) in Ostpreußen. Im Jahre 1910 zählte Paßlack 118 Einwohner.
Am 30. September 1928 schlossen sich die drei Gutsbezirke Kinnwangen (polnisch Kinwągi), Schmirdtkeimen (Śmiardowo) und Paßlack zur neuen Landgemeinde Paßlack zusammen. Nach Auflösung des Amtsbezirks Beyditten wurde Paßlack am 1. September 1931 in den Amtsbezirk Rosenort (polnisch Różyna) im Kreis Bartenstein umgegliedert.
Im Jahre 1933 zählte die Gemeinde Paßlack 403 Einwohner, im Jahre 1939 waren es 419. Am 1. Oktober 1938 vergrößerte sich das Gemeindegebiet um den Nachbarort Schwaden (bis 1938: Sawadden, polnisch Zawada), der eingegliedert wurde.
In Kriegsfolge wurde 1945 das gesamte südliche Ostpreußen an Polen abgetreten. Paßlack bekam die polnische Namensform „Pasławki“ und ist heute eine Ortschaft im Verbund der Stadt- und Landgemeinde Sępopol (Schippenbeil) im Powiat Bartoszycki (Kreis Bartenstein), von 1975 bis 1998 der Woiwodschaft Olsztyn, seither der Woiwodschaft Ermland-Masuren zugehörig.

## Kirche
Bis 1945 war Paßlack in die evangelische Kirche Groß Schwansfeld (polnisch Łabędnik) in der Kirchenprovinz Ostpreußen der Kirche der Altpreußischen Union, außerdem in die römisch-katholische Kirche St. Bruno in Bartenstein im damaligen Bistum Ermland eingepfarrt.
Heute gehört Pasławki zur römisch-katholischen Pfarrei Łabędnik im jetzigen Erzbistum Ermland bzw. zur evangelischen Kirche in Bartoszyce, einer Filialkirche von Kętrzyn (Rastenburg) in der Diözese Masuren der Evangelisch-Augsburgischen Kirche in Polen.

## Verkehr
Pasławki liegt an einer Nebenstraße, die bei Sporwiny (Sporwienen) von der polnischen Woiwodschaftsstraße 592 (frühere deutsche Reichsstraße 135) abzweigt und über Śmiardowo (Schmirdtkeim) nach Studzieniec (Wormen) führt.
Eine Bahnanbindung besteht heute nicht mehr. Bis 2002 war Studzieniec die nächste Bahnstation. Sie lag an der Bahnstrecke Głomno–Białystok, die vor 1945 von Königsberg (Preußen) (russisch Kaliningrad) über Preußisch Eylau (russisch Bagrationowsk) und Bartenstein (polnisch Bartoszyce) bis nach Prostken (polnisch Prostki) führte. Von der polnisch-russischen Staatsgrenze bis Korsze (Korschen) wird die Bahnstrecke nicht mehr befahren.